# Superangelic Hate Bringers
Superangelic Hate Bringers è il quarto album in studio del gruppo musicale gothic metal italiano Macbeth, pubblicato il 16 novembre 2007 per Dragonheart Records.

## Tracce
1. Don't Pretend – 4:16
2. To My Falling Star – 4:24
3. Without You – 4:50
4. Watch Us Die – 5:10
5. Don't Include Me in Your Dreams – 3:56
6. Veils – 1:12
7. H.A.T.E. – 4:24
8. Grey Skies – 4:42
9. Break the Circle – 4:23
10. (The World) In My Mind – 4:08

## Formazione
- Morena - voce femminile (pulita)
- Andreas - voce maschile (pulita e death)
- Fabrizio - batteria
- Max - chitarra ritmica e solista
- Sem - basso